# Даг-Кесаман
Даг-Кесаман (азерб. Dağ Kəsəmən) — село в Даг-Кесаманском административно-территориальном округе Акстафинского района Азербайджана. Самый крупный населённый пункт в Акстафинском районе после райцентра.

## Этимология
Название происходит от одного из родов племени казахлы Кесаман. Слово Даг, означающее гора, было добавлено к названию для отличения от другого одноимённого села, находящегося вдали (Кырах-Кесаман).

## История
Село Даг-Кесаман в 1913 году согласно административно-территориальному делению Елизаветпольской губернии относилось к Даг-Кесаманскому сельскому обществу Казахского уезда.
В 1926 году согласно административно-территориальному делению Азербайджанской ССР село относилось к дайре Казах Казахского уезда.
С 24 января 1939 года село входило в состав Акстафинского района, который 4 декабря 1959 года был ликвидирован, а населенный пункт передан в состав Казахского района.
Согласно административному делению 1961 и 1977 года село Даг-Кесаман входило в Дагкесаманский сельсовет Казахского района Азербайджанской ССР.
24 апреля 1990 года село передано в состав новообразованного Акстафинского района.
В 1999 году в Азербайджане была проведена административная реформа и внутри Даг-Кесаманского административно-территориального округа был учрежден Даг-Кесаманский муниципалитет Акстафинского района.

## География
Даг-Кесаман расположен на берегу реки Акстафачай.
Село находится в 6 км от райцентра Акстафа и в 450 км от Баку. Ближайшая железнодорожная станция — Казах.
На данный момент территория села практически слилась с чертой центра соседнего района — города Казах.
Село находится на высоте 382 метров над уровнем моря.

## Население
| Численность населения | Численность населения | Численность населения | Численность населения |
| 1886                  | 1977                  | 1999                  | 2009                  |
| --------------------- | --------------------- | --------------------- | --------------------- |
| 1428                  | ↗5245                 | ↗6732                 | ↗7355                 |

В 1886 году в селе проживало 1428 человек, все — азербайджанцы, по вероисповеданию — мусульмане-сунниты.
Население преимущественно занимается виноградарством и животноводством.

### Известные уроженцы
В селе Даг-Кесаман родились: Мусеиб Аллахвердиев — Герой Советского Союза; Ариф Кадымалиев — Национальный Герой Азербайджана; Микаил Киясбеков — советский военный лётчик, полковник; Саялы Косаева — одна из первых в Азербайджане женщин-революционерок; Сулейман Татлиев — председатель Президиума Верховного Совета Азербайджанской ССР (1985—1989); 5 героев Социалистического Труда: Гюрю Алиискендерова; Мамед Керимов; Махмуд Эфендиев; Мустафа Эфендиев; Фатма Юсубова.

## Климат
| Показатель                                                                                    | Янв. | Фев. | Март | Апр. | Май  | Июнь | Июль | Авг. | Сен. | Окт. | Нояб. | Дек. | Год  |
| --------------------------------------------------------------------------------------------- | ---- | ---- | ---- | ---- | ---- | ---- | ---- | ---- | ---- | ---- | ----- | ---- | ---- |
| Средний суточный максимум, °C                                                                 | 6,1  | 7,5  | 12,6 | 19,5 | 24,5 | 28,6 | 32,0 | 31,2 | 26,9 | 20,3 | 13,3  | 8,2  | 18,7 |
| Средняя температура, °C                                                                       | 1,9  | 3,1  | 7,5  | 13,5 | 18,4 | 22,5 | 25,7 | 25,1 | 20,9 | 14,8 | 8,8   | 4,0  | 13,9 |
| Средний суточный минимум, °C                                                                  | −2,3 | −1,2 | 2,4  | 7,6  | 12,4 | 16,4 | 19,5 | 19,0 | 15,0 | 9,3  | 4,3   | −0,1 | 9,1  |
| Норма осадков, мм                                                                             | 18   | 26   | 31   | 41   | 65   | 58   | 33   | 30   | 27   | 36   | 27    | 16   | 408  |
| Источник: https://ru.climate-data.org/азия/азербаиджан/акстафинскии-раион/даг-кесемен-488591/ |      |      |      |      |      |      |      |      |      |      |       |      |      |

Среднегодовая температура воздуха в селе составляет +13,9 °C. В селе полупустынный климат.

## Инфраструктура
В советское время в селе располагались виноградарский совхоз, винный цех, полная и восьмилетняя школы, СПТУ, 3 библиотеки, киноустановка, детский сад, дом культуры, АТС, отдел связи.
В селе расположены почтовое отделение, 2 полных средних школы, 2 библиотеки, дом культуры, 2 детских ясли-сада, АТС, врачебный пункт, станция скорой помощи, две мечети, кафе и автозаправочная станция.